# Gonomyia hippocampi
Gonomyia hippocampi là một loài ruồi trong họ Limoniidae. Chúng phân bố ở miền Cổ bắc.